# 山本博史 (経済学者)
山本 博史（やまもと ひろし、1956年 - ）は、日本の経済学者。神奈川大学経済学部教授。主な研究は、アジア経済学、タイ王国経済。

## 略歴
- 1937年愛媛県松山市出身、1960年東京教育大学文学部卒業。1965年東京教育大学大学院文学研究科（社会学）修士課程修了。1962年より全国農業協同組合中央会教育部・経営監査部・国際部勤務。1984年より国際協力事業団（ＪＩＣＡ）専門家としてタイ国農業協同組合振興プロジェクトに参加。1988年財団法人協同組合経営研究所、1994年同常務理事。1999年博士（学術）取得、東洋大学国際地域学部講師[2]。神奈川大学経済学部教授、神奈川大学大学院経済学研究科委員長。

## 研究・受賞
- 「タイ--民主主義の行方Thailand democracy after the 2006 coup d'etat」　経済貿易研究 神奈川大学経済貿易研究所 2011年

等

## 著作
- 『タイ糖業史―輸出大国への軌跡』 御茶の水書房　1998年
- 『FTAとタイ農業・農村』 筑波書房　2004年